# يعقوبا كوليبالي
يعقوبا كوليبالي (بالفرنسية: Yacouba Coulibaly)‏ (مواليد 2 أكتوبر 1994) هو لاعب كرة قدم بوركينابي دولي، يلعب لصالح نادي آر سي بوبو ديولاسو كمدافع.

## مسيرته
يلعب كوليبالي مع فريق آر سي بوبو ديولاسو. ودوليًا، لعب أولى مبارياته الدولية عام 2015، كما كان ضمن قائمة منتخب بلاده المشاركة في كأس الأمم الأفريقية لكرة القدم 2017.

## روابط خارجية
- يعقوبا كوليبالي على موقع قاعدة بيانات كرة القدم.إي يو (الإنجليزية)
- يعقوبا كوليبالي على موقع ناشيونال فوتبول تيمز (الإنجليزية)
- يعقوبا كوليبالي على موقع Soccerway.com (الإنجليزية)